# Папа Никита
Поп Никита (латински: papa Nicetas - отац Никита) је био богомилски поглавар Константинопоља из 12. века. 
1160. је отпутовао за Ломбардију (данашња Италија), са циљем да оснажи веровања катара тих области, и да одбаци сумњу у валидност духовног наслеђа (ordo) којим су били повезани са апостолима. Марко, умерени дуалиста, који је тада предводио ломбардијске катаре, је припадао бугарском реду (ordo of Bulgaria), који је Никита оспоравао. Марко је примио consolamentum (духовно крштење) од Никете, апсолутног дуалисте који је припадао драговичком реду (ordo of Drugunthia or Dragovitia) и који је примио свој consolamentum од владике Симона од Драговице. Након тога, Никита путује за Лангдок.
1167. у присуству представника катарских општина Лангдока, Француске и Каталоније, Никита председава Сабором у Сен-Феликсу. Том приликом обнавља consolamentum и потврђује земаљска седишта присутних катарских старешина.
Неколико година касније, око раних 1180—их, извесни Петроније (Petracius) је дошао у Италију, пратећи Никиту у стопу и бацајући сумњу на морално понашање Симона од Драговице, и тиме урушавајући углед Никитиног реда и свих којима је он дао consolamentum. Ово је било поражавајуће по катарске општине Италије, које су након тога запале у озбиљне расколе.